# NGC 4755
NGC 4755 (известно под названиями Шкатулка, Шкатулка с драгоценностями, κ Южного Креста, другие обозначения — OCL 892, ESO 131-SC16) — рассеянное скопление в созвездии Южный Крест, расположено около звезды Бекрукс. Считается одним из красивейших объектов Южного неба и главным сокровищем созвездия.

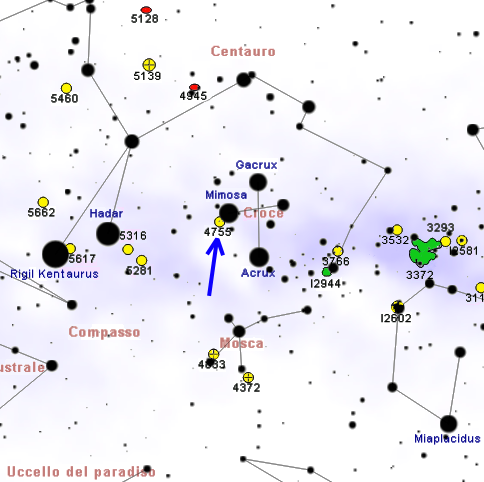
Расположение скопления NGC 4755 в созвездии Южный Крест.

Скопление было открыто Никола Луи де Лакайлем во время его пребывания в Южном полушарии с 1751 по 1753 год. Он видел этот объект как скопление в туманности ввиду малой апертуры его телескопа, но был первым, кто признал, что оно состоит из нескольких звёзд. Название «Шкатулка» было дано Джоном Гершелем за подобие разноцветных звёзд в нём прелестным драгоценным камням. Он же в 1834—1838 годах зафиксировал расположение 100 звёзд, входящих в скопление.
Самая яркая звезда в «Шкатулке» — κ (каппа) Южного Креста, по названию которой иногда именуют всё скопление, единственная доступная для наблюдения невооружённым глазом. Она имеет синеватый цвет, видимую звёздную величину 5,89m и является сверхгигантом спектрального класса B4Ia. Эта звезда — самая южная в треугольнике, образованном пятью очень яркими звёздами скопления. Внутри треугольника, резко отличаясь по цвету от других ярких звёзд «Шкатулки», находится, пожалуй, самая красивая звезда в ней, обозначаемая как SAO 252073. Красноватая (часто называемая рубиновой) звезда с видимой звёздной величиной около 7,6m, она относится к сверхгигантам спектрального класса M2Iab и наиболее выразительно определяет свойство разноцветности «драгоценных камней» в «Шкатулке».
Этот объект входит в число перечисленных в оригинальной редакции «Нового общего каталога».